# Louis-Michel Lepeletier de Saint-Fargeau
Louis Michel Leppelletier de Saint Fargeau (1760–1793) foi um político francês eleito em 1789 como presidente do Parlamento de Paris e deputado da nobreza aos Estados Gerais, elaborou, assim como Condorcet, um Plano Nacional de Educação, transformando-o em projeto que foi votado no ano de 1793. Em seu plano, o sistema nacional de educação é concebido como peça chave para o desenvolvimento do novo regime político e social. Pela educação formar-se-ia o homem novo, liberto da sujeições da antiga ordem e da fortuna de nascimento.